# Торе Болдоне
Торе Болдоне (итал. Torre Boldone) је насеље у Италији у округу Бергамо, региону Ломбардија.
Према процени из 2011. у насељу је живело 8092 становника. Насеље се налази на надморској висини од 286 м.

## Становништво
Према резултатима пописа становништва 2011. у општини је живело 8.333 становника.
| 1931. | 1936. | 1951. | 1961. | 1971. | 1981. | 1991. | 2001. | 2011. |
| ----- | ----- | ----- | ----- | ----- | ----- | ----- | ----- | ----- |
| 2.208 | 2.224 | 2.693 | 3.440 | 5.877 | 7.180 | 7.685 | 7.764 | 8.333 |